# Scumball
Scumball è un videogioco pubblicato nel 1988 per Commodore 64 e ZX Spectrum dalla Bulldog Software, un'etichetta appartenente alla Mastertronic. Il protagonista è un piccolo robot che deve esplorare un labirinto sotterraneo a piattaforme. Scumball uscì come titolo a basso costo e ottenne generalmente recensioni dal mediocre al buono, che in ogni caso ne evidenziavano spesso la poca originalità e la somiglianza con altri classici come Starquake.

## Modalità di gioco
Il giocatore controlla il robot LINDA (Laser Incorporated Nasties Disposal Android, "androide da eliminazione cattivi con laser incorporato") e deve avventurarsi nelle fogne, un labirinto bidimensionale dall'aspetto in parte futuristico, per eliminare il capo dei mostri che le infestano. L'ambiente ha visuale di profilo ed è composto da oltre 100 stanze a schermo fisso, contraddistinte da un numero, collegate in orizzontale o in verticale fino a oltre 30 schermi di profondità.
LINDA può camminare in orizzontale su pavimenti e piattaforme sospese, saltare e sparare in orizzontale con un laser che ha munizioni limitate. Il contatto con acqua, fosse di spine e certi tipi di nemici fa perdere direttamente una vita, mentre il contatto con diversi altri mostri e pericoli fa perdere gradualmente l'energia, che cala anche lentamente col tempo.
L'obiettivo è trovare otto bombe sparse nel labirinto e portarle una alla volta alla tana del capo, un grosso mostro viscido e verde. Si possono trovare anche batterie per ricaricare l'energia, ricariche del laser e altri bonus.